# 拉穆寺
拉穆寺，汉文又译拉木寺、拉姆寺、拉末寺，位于中国西藏自治区拉萨市达孜区章多乡拉木村，是一座藏传佛教格鲁派寺院，也是宁玛派拉穆护法的主寺。

## 历史
拉穆寺是10世纪初的受戒卫部五人（即鲁梅·楚臣喜饶、章·益西云丹、热西·楚臣郡勒、巴·楚臣罗哲、松巴·益西罗哲）之一的鲁梅·楚臣喜饶创建。《藏传佛教高僧传略》载，鲁梅·楚臣喜饶（意为“戒慧”）是西藏佛教后弘期的弘法大师，其活动时间相当于中国的北宋时期。978年（宋太宗太平兴国三年），鲁梅·楚臣喜饶在青海丹斗寺从藏· 饶赛受比丘戒，并师从智木·益西坚赞学习《毗奈耶》律藏。后来，鲁梅·楚臣喜饶回到卫藏，任嘎曲寺寺主，并开始收弟子传经，教授东律。鲁梅·楚臣喜饶在桑耶依藏王赤巴为施主，创建了大量佛寺，剃度了大批僧人，成为西藏佛教在后宏期复兴的重要人物。

## 建筑
拉穆寺主供的護法称作“仓巴冻推坚”，即“白螺顶髻大梵天神”，当地人称 “拉穆仓巴”。“拉穆仓巴”即指“梵天”，故拉穆仓巴是梵天的代言護法。梵天在印度教中为大神，而在藏传佛教中仅为普通的世间護法。

## 拉穆护法
拉穆寺以崇拜梵天而知名，其预言神力受到敬仰，被视为甘丹寺夏孜扎仓的保护神，其吹仲也是西藏噶厦的宣谕吹仲之一。清朝文献称该吹仲为“拉穆吹忠”。“拉穆”即拉穆的地名；“吹忠”（即吹仲）意为“护法”。作法时，梵天護法降至拉穆吹仲喇嘛身上，由拉穆吹仲喇嘛宣布神谕。
《清代藏事辑要》载：“作法降神，俟神附身，则可指明呼毕勒罕所在。”《卫藏通志》描述吹仲称：“内居护法，乃喇嘛装束，仍娶妻生子，世传其术，即内地之巫类也。每月初二、十六日下神，头戴金盔，上插鸡羽，高约三尺，穿甲，背插小旗五面，周身以白哈达结束，足穿虎皮靴。手执弓刀，登坐法坛，凡人叩问吉凶，托神言判断祸福，出则人从，装束鬼怪，执旗鸣鼓。钹导引之。寺内皆有吹忠，亦有女人为之者，为番人所敬信焉。”
西藏的吹仲很多，地位最高者为四大护法，即拉穆护法、乃琼护法、噶东护法、桑耶护法，其中拉穆寺的拉穆护法的地位排在其他护法之前。西藏大活佛的转世灵童，原由四大护法降神指认，其中拉穆护法起主要作用。《清高宗实录》载：“……虽由金奔巴瓶内掣签，而所指之人仍不免徇情等弊，不过系一二权势之人主谋，而吹忠四人内大约即系拉穆一人主持，其弊已可概观。”清朝乾隆帝改行金瓶掣签，取代了四大护法在转世灵童寻访过程中的作用。
北京故宫博物院收藏有关于拉穆仓巴護法的一些文物，包括经卷、绘画、奏折等等。